# Queen Anne
Queen Anne é uma cidade  localizada no estado americano de Maryland, no Condado de Queen Anne's e Condado de Talbot.

## Demografia
Segundo o censo americano de 2000, a sua população era de 176 habitantes.
Em 2006, foi estimada uma população de 170, um decréscimo de 6 (-3.4%).

## Geografia
De acordo com o United States Census Bureau tem uma área de
0,3 km², dos quais 0,3 km² cobertos por terra e 0,0 km² cobertos por água.

## Localidades na vizinhança
O diagrama seguinte representa as localidades num raio de 16 km ao redor de Queen Anne.